# البارالمبية الأسترالية
البارالمبية الأسترالية (PA)، التي كانت تعرف سابقًا بـ اللجنة البارالمبية الأسترالية (APC) (1998–2019)، هي اللجنة الوطنية للبارالمبياد في أستراليا. تشرف على إعداد وإدارة الفرق الأسترالية التي تشارك في دورة الألعاب البارالمبية الصيفية ودورة الألعاب البارالمبية الشتوية.
لقد لعبت اللجنة دورًا رئيسيًا في نجاح أستراليا في تقديم طلب لاستضافة دورة الألعاب البارالمبية 2000 في سيدني. منذ دورة الألعاب البارالمبية الصيفية 1996، أنهت أستراليا في المراكز الخمسة الأولى في قائمة الميداليات. وهي أيضًا دولة ناجحة في دورة الألعاب البارالمبية الشتوية.

## العضوية
البارالمبية الأسترالية هي شركة محدودة بالضمان، والمساهمون فيها هم الاتحادات الرياضية الوطنية والمنظمات الرياضية الوطنية للأشخاص ذوي الإعاقة.

## الإدارة
تأسست البارالمبية الأسترالية في عام 1990 تحت اسم الاتحاد البارالمبي الأسترالي. تُدار من قبل مجلس إدارة قد يتضمن أعضاء منتخبين وأعضاء معينين.

### الرؤساء
- ماركوس أينفيلد 1990–1992[5]
- سالي آن أتكينسون 1992
- رون فينيران 1993[6]
- بوب ماكولوغ 1994–1996[7]
- ماري ليتل 1996–1997
- غريغ هارتونغ 1997–2013[8][9]
- جلين تاسكر 2013–2018[9]
- جوكي أوكالاغان 2018–2023[10]
- أليسون كريغ 2023–[11]

### الأمناء العامون / الرؤساء التنفيذيون
- أدريان سميث 1990–1993
- فرانك مارتن 1994–1997[7]
- سكوت ديروين 1997–1999[7]
- براندان فلين 1999–2003[7]
- دارين بيترز 2003–2009[7]
- مايلز ميرفي 2009[7]
- جيسون هيلويغ 2010–2015[7][12]
- لين أندرسون 2015–2021[13]
- كاثرين كلارك 2022–2024[14][15]
- كاميرون موراي 2024–[16]